# اسکا-پ
اِسکا-پِ (اسپانیایی: Ska-P‎؛ ‏تلفظ اسپانیایی: [esˈkape]) یک گروه موسیقی اسکا پانک اسپانیایی است که در سال ۱۹۹۴ با همکاری چند دوست از مادرید، نابارا و سرزمین باسک تشکیل شد.
این گروه را می‌توان از نظر سیاسی به عنوان یک گروه موسیقی ضد نظام طبقه‌بندی کرد، حتی گاهی آنارکو کمونیسم نیز در نظر گرفته می‌شود. از نظر موسیقی، علیرغم ظاهر سرگرم‌کننده‌اش، ساخته‌های اِسکا-پ دارای تنظیم‌های دقیق، فشرده و تمرین‌شده است و از سال ۲۰۰۲، یک بخش سازهای بادی برنجی را در گروه خود گنجانده است.
در پایان سال ۲۰۰۴، آنها کار بر روی یک آلبوم جدید را اعلام کردند. پس از اعلام مخالفت چهار عضو گروه در فوریه ۲۰۰۵، گروه ناگهان و به‌طور غیرمنتظره‌ای اعلام کرد که می‌خواهد استراحت کند تا اعضا گروه بتوانند روی پروژه‌های جانبی خودشان کار کنند، اگرچه برخی معتقد بودند که گروه منحل شده است. در کنسرت خداحافظی آنها در سپتامبر ۲۰۰۵ تمام صندلی‌های ورزشگاه ۱۰۰۰۰ نفری کوبیرتا در اسپانیا پر شد. تور جهانی خداحافظی گروه در سال ۲۰۰۵ در بوئنوس آیرس آرژانتین، در اکتبر همان سال به پایان رسید.
در اکتبر ۲۰۰۷ اعضای گروه تأیید کردند که دوباره دور هم جمع خواهند شد و در سپتامبر ۲۰۰۸ تک‌آهنگ «جرم خواستگاری» را منتشر کردند. پس از آن در اکتبر آلبوم جدیدی به نام اشک و شادی  منتشر شد. انتشار این آلبوم با یک تور کوتاه دنبال شد. اِسکا-پ در دسامبر ۲۰۰۸ به ورزشگاه کوبیرتا بازگشت تا تنها کنسرت خود را در آن تور در اسپانیا اجرا کند. در سال‌های ۲۰۱۰ و ۲۰۱۱، اِسکا-پ نخستین تور خود را در ژاپن برگزار کرد.